# Saint-Gal-sur-Sioule
Saint-Gal-sur-Sioule – miejscowość i gmina we Francji, w regionie Owernia-Rodan-Alpy, w departamencie Puy-de-Dôme.
Według danych na rok 1990 gminę zamieszkiwało 131 osób, a gęstość zaludnienia wynosiła 14 osób/km² (wśród 1310 gmin Owernii Saint-Gal-sur-Sioule plasuje się na 713. miejscu pod względem liczby ludności, natomiast pod względem powierzchni na miejscu 834.).